# Петров, Иван (путешественник)
Ива́н Ива́нович Петро́в (англ. Ivan Petrof / Petroff, 1824 или 1842 — 1896) — американский военный, писатель, переводчик и исследователь Аляски русского происхождения. Его путевые заметки остаются цитируемыми и зачастую единственными сведениями о положении дел в Аляске после её продажи.
В его честь названы залив Петрова на острове Кую (юго-восточная Аляска), ледник Петрова на полуострове Кенай и мыс Петрова на побережье залива Аляска (59°22′ с.ш., 150°46′ з.д.).

## Биография

### Происхождение
О жизни Петрова известно мало, поскольку он предпочитал не говорить о себе, и информация противоречива.
Он родился в Санкт-Петербурге в семье военного Ивана Петрова и его супруги Софьи Ланин (или Ланен). В раннем возрасте потерял отца-офицера, погибшего в Крымской войне. Поступил в кадетское училище, рассчитывая построить военную карьеру, но благодаря склонностям к изучению языков был переведён на факультет восточных языков, чтобы в будущем стать военным переводчиком. Из-за слабого здоровья оставил военное поприще и занялся науками.
В Петербургской Академии наук Петров помогал составлять «Санскритский словарь» профессору Оттону Николаевичу Бётлингку, изучал санскритские, армянские древности и литературу. В 1847—1848 годах сопровождал профессора Мария Ивановича Броссе в двухгодичную экспедицию по Грузии и Армении для изучения эпиграфических памятников. Чтобы популяризировать результаты исследования, Броссе отправил во Францию Ивана Петрова с выдержками и статьями из отчёта для французского научного мира. Петров планировал остаться для изучения культуры американских народов, ассистировать профессору Сент-Илеру, но не получил места и летом 1861 года сел на корабль до США.

### В США
В США первое время Петров работал во франкоязычной газете «Le Courier des Etats Unis». Затем поступил на службу в армию, дослужился до звания лейтенанта, был дважды ранен и награждён за отвагу. Согласно рассказам дочери Петрова, он поступил на службу в армию под именем Джон Майер. Это имя, действительно, фигурирует в документах, отмечая «21-летнего русского из Санкт-Петербурга, который завербовался в 1863 году добровольцем и дезертировал чуть больше года спустя в 1864 году». Согласно некоторым документам, в 1867 году Петров находился на острове Ванкувер под арестом за вторичное дезертирство, но затем был освобождён и отправлен переводчиком на полуостров Кенай в старый редут Св. Николая для установления контакта с русскоговорящим населением. После продажи Аляски Иван Петров стал гражданином США.
Современники описывали его как «высокого, худощавого блондина, молчаливого и сдержанного, но также яркого, умного и профессионального переводчика». Всю жизнь Петров был исполнен приключенческим духом.
В 1865—1870 годах работал в Русско-Американской компании в заливе Кука. С 1874 года он сотрудничал с Хьюбертом Хоувом Бэнкрофтом и стал автором книги «История Аляски от Бэнкрофта».
В 1876 году Иван Петров поселился в Сан-Франциско, женился на американке Эмме Стенфилд, которая родила дочь Ольгу.
К 1878 году Петров был востребованным иностранным журналистом в «San Francisco Chronicle». Читатели газеты, в которой он публиковал от своего имени заметки о русско-турецкой войне, уличили Петрова в присвоении себе статей европейских газет, что подорвало его репутацию журналиста в Сан-Франциско.
В 1878 году Петров переводил путевые заметки российских путешественников, изучал документы в Ситке, которые, по словам историка Терренс М. Коул, оказались подделкой.

### Исследование Аляски
C 1880 года Петров назначен уполномоченным по переписи населения Аляски. В июне он отчалил от берегов Сан-Франциско на север к Прибылова, Алеутским, Шумагина островам и 13 июля на каяке поплыл по реке Юкон.
Петров много путешествовал по Аляске, посетил прежде неизведанные европейцами места и позже подготовил 189-страничный «Доклад о населении, промышленности и ресурсах Аляски», изданный в 1884 году. На тот момент никто точно не знал размеров Аляски, там не пролегали дороги, а лишь несколько индейских тропок, стояли лишь два армейских поста (в Ситке и на острове Врангеля), почта приходила в Ситку раз в месяц, не было газет и муниципального управления. В своей работе переписчика Петров мог полагаться только на себя, прислушиваться к словам встречавшихся торговцев, капитанов китобойных кораблей, священнослужителей, миссионеров. За свою неутомимость в преодолении огромных расстояний водным и пешим путями Петров получил прозвище «Полые ноги» (англ. Hollow Legs).
Вклад Петрова определяется его этнографическими, ботаническими, зоологическими, геологическими записями, картографированием. Он проявил этнографические и лингвистические способности, разработал свою классификацию местных народов, выделив людей смешанного происхождения — креолов. В общей сложности Петров преодолел расстояние в 14 тысяч километров на каяках и байдарках, переписал 33426 человека (430 европейцев, 1756 креолов, 17617 инуитов, 2145 алеутов, 3927 атабасков Аляски, 6763 тлинкитов, 788 хайда). Губернатор Аляски в 1885—1889 годах Альфред П. Суиниферд назвал Петрова наиболее квалифицированным человеком на занимаемой должности, а историк Тед Хинкли (англ. Ted C. Hinkley) выразился так:

Если бы у Петрова было около дюжины компетентных работников и лучшие сухопутные и водные транспортные средства, он мог сделать свою работу за пять лет.

Предварительная версия доклада под № 40 публиковалась в начале 1881 года и содержала общую карту Аляски с отмеченным маршрутом Петрова: Кадьяк, Шумагинские острова, Санак, Белковский, Уналашка, Унимак, Атка, острова Прибылова и Св. Михаила. Также он отклонялся от маршрута вверх по рекам Юкон и Кускокуим.
После 1880 года Петров жил в Кадьяке, где в 1883—1887 годах служил помощником на таможне. В 1890 году он занял пост руководителя переписи населения на Аляске.

### Закат карьеры
В 1892 году, во время подведения итогов переписи населения, его пригласили в качестве переводчика в Госдепартамент США по вопросу разделения территориальных вод Берингова моря между Великобританией и США. После подготовки документов выяснилось, что Петров перевёл тексты с поправками в угоду США. Это положило конец карьере Петрова и вызвало вопросы к его предыдущим работам.
Иван Петров доживал свой век под фамилией матери в Пенсильвании, зарабатывая на жизнь переводами и короткими рассказами. Скончался в 1896 году под Филадельфией.

## Память
Залив Петрова на острове Кую (юго-восточная Аляска) и ледник Петрова на полуострове Кенай названы в честь Ивана Петрова.
Каким бы ни сложилось отношение к Ивану Петрову, его путевые заметки остаются цитируемыми и зачастую единственными сведениями о положении дел в Аляске после её продажи. Сам Иван Петров был, безусловно талантливым человеком, проделавшим титаническую работу.
В честь Ивана Петрова, как организатора первой переписи на Аляске, Береговой службой США были названы: бухта Петрова (побережье Северной Америки, архипелаг Александра, 56°25' с. ш. 134°07' з. д., название присвоено в 1928 году) и мыс Петрова (побережье Северной Америки, залив Аляска, 59°22' с. ш. 150°46' з. д., название присвоено в 1931 году).

## Труды
- Журнал поездки на Аляску (англ. Journal of a Trip of Alaska), 1878.
- Карта Аляски и прилегающих регионов (англ. Map of Alaska and Adjoining Regions), 1880.
- Карта Аляски и прилегающих регионов (англ. Map of Alaska and Adjoining Regions), 1882.
- Доклад о населении, промышленности и ресурсах Аляски (англ. Report on the Population, Industries, and Resources of Alaska) в 8 томах, 1884.
- Документы Петрова Архивная копия от 4 марта 2016 на Wayback Machine: письма, библиотека Бэнкрофта.